# Digitaal archiefsysteem

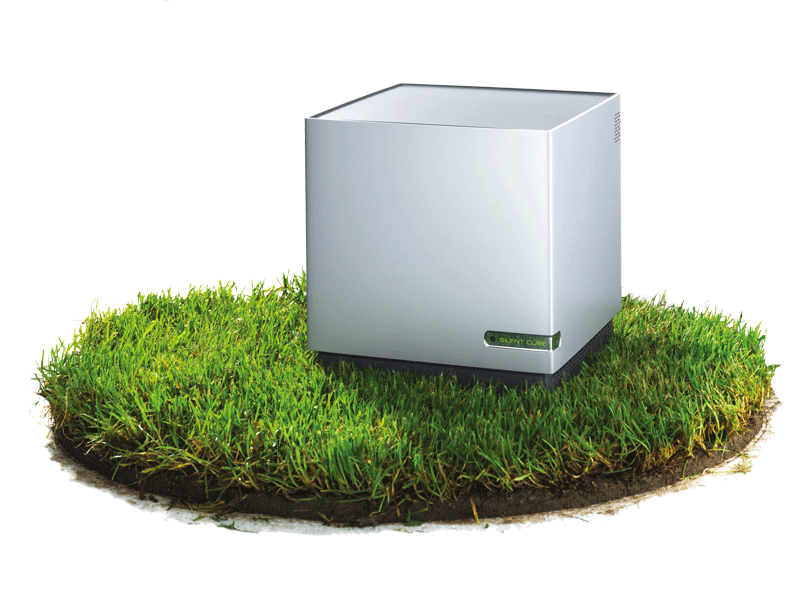
Silent Cube als voorbeeld van gespecialiseerde archief storage

Een digitaal archiefsysteem (ook wel E-depot, elektronisch depot of digitaal depot) is een systeem voor het elektronisch verwerken en beheren van statische documenten. Het betreft daarbij alle soorten en formaten van elektronische documenten: gescande papieren documenten, office-documenten, zoals tekstverwerking, rekenschema's, presentaties, etc., foto's, tekeningen, multimedia, kortom alles wat als een digitaal object opgeslagen kan worden. Dit systeem is in feite een technische voorziening (datawarehouse), bestaande uit hardware en software, voor de duurzame bewaring en beschikbaarstelling van onveranderlijke digitale informatie, zowel digitaal geboren als gedigitaliseerd. Het gaat dus niet alleen om geheugenruimte maar om het samenspel van speciaal voor archiefbeheer ontwikkelde software en speciaal voor archiefopslag ontwikkelde hardware.

## Achtergrond
Organisaties hebben te maken met grote hoeveelheden documenten. Die moeten allemaal verwerkt en opgeslagen worden. In een ongecontroleerde situatie komen documenten veelal op willekeurige plaatsen op een schijf terecht. Dit geeft problemen met het terugvinden van documenten. Dat brengt hoge operationele kosten met zich mee.
Een digitaal archiefsysteem ordent de documentstroom van de aanmaak tot aan de archivering. Daarbij maakt het metadata van documenten (auteur, ontvanger, dossiernummer, omschrijving etc.) makkelijk toegankelijk (deze komen bijvoorbeeld als object in een database terecht). Hierdoor wordt het mogelijk op deze metadata te zoeken en kunnen documenten beter teruggevonden worden. 
Daarnaast kan een digitaal archiefsysteem structuur aanbrengen door het leggen van relaties tussen de objecten in de database. Voorbeelden van objectstructuren zijn:
- patiëntendossier
- klantinformatiesysteem
- gebouwenstructuur

Een digitaal archiefsysteem regelt ook de toegang tot een archief, naast rechtenbeheer houdt het bij of een document open staat, of "af" is (dus gearchiveerd) waardoor de integriteit van het digitale documentarchief bewaakt wordt.

## Kenmerken
Digitale archiefsystemen wordt o.a. ingezet door archieven en bibliotheken die in toenemende mate geconfronteerd worden met digitale documenten maar ook bijv. door zorginstellingen voor het verplichte langdurig bewaren van onveranderlijke digitale patiënt-informatie (zoals röntgenfoto's), het bedrijfsleven (verzekeringspolissen, bankafschriften, facturen) en overal waar statische digitale documenten ontstaan en langdurig bewaard moeten worden. Een digitaal archiefsysteem is in staat zulke documenten op te nemen, op te slaan, veilig te bewaren en voor raadpleging beschikbaar te stellen.

Kenmerkend voor alle archieven is dat onveranderlijke informatie over een (zeer) lange periode beschikbaar gesteld en regelmatig benaderd wordt. Een digitaal archief heeft dus de tegenovergestelde kenmerken van een back-up met het gevolg dat voor digitale archieven andere gespecialiseerde hardware en software zinvol zijn dan voor back-up.

Digitale archieven bevatten de originele digitale documenten die - vooral in het geval van digital born documenten - soms zeer waardevol en niet reproduceerbaar zijn. Voor archiefinstellingen kunnen de documenten uit het digitale archiefsysteem het bedrijfskapitaal zijn.

## Digitale duurzaamheid
Van vitaal belang bij een digitaal archiefsysteem is digitale duurzaamheid. Immers een digitaal archief kan vele jaren meegaan en gedurende die tijd verandert er een hoop in de computerindustrie. De belangrijkste standaard op dit gebied is NASA OAIS. Deze door NASA ontwikkelde ISO-standaard regelt de indeling van het archief. Ze maakt een scheiding tussen de formaten die de gebruikers zien (die de op dat moment gangbare formaten zijn) en de bestandsformaten die intern in het archief gebruikt worden, die volgens de beste tradities van digitale duurzaamheid ontworpen dienen te zijn. Op deze manier kan het digitaal archief snel op nieuwe ontwikkelingen inspelen, zonder dat de gegevens in het archief onleesbaar worden.

## Nederland
De Koninklijke Bibliotheek (KB) nam in 1994 de strategische beslissing om het verzamelen, bibliografisch beschrijven, bewaren en ter raadpleging beschikbaar stellen van in Nederland uitgegeven elektronische publicaties aan te merken als een taak voor de KB als nationale bibliotheek. 
Al in de jaren tachtig ontving de KB af en toe diskettes of cd-roms als bijlage bij een gedrukte publicatie. Gaandeweg verschenen steeds meer zelfstandige publicaties op elektronische media. Langzamerhand realiseerden nationale bibliotheken, ook de KB, evenals archieven, banken, ministeries en het kadaster zich dat er iets moest gebeuren, omdat dit digitale erfgoed anders voorgoed verloren zou gaan. Er waren al voorbeelden van computergegevens van NASA en van een bevolkingsonderzoek uit de jaren zestig in de Verenigde Staten, die niet meer te reconstrueren waren.
De opbouw en inrichting van het Depot van Nederlandse Elektronische Publicaties (DNEP) bleek pionierswerk te zijn. Er waren in de jaren 1994-1996 geen voorbeelden van andere (nationale) bibliotheken die reeds zo'n elektronisch depot hadden. 
Archiefdiensten hebben als wettelijke taak relevante informatie te bewaren. In de eerste plaats is dat overheidsinformatie, maar ook particuliere administraties kunnen blijvend van belang zijn voor de maatschappij. 
Evenals een gewoon depot moet een digitaal depot aan hoge kwaliteitseisen voldoen. Die betreffen vooral de betrouwbaarheid, zowel van de techniek als van de organisatie. De Archiefinspectie ziet toe op de kwaliteit van de bewaring van archieven. Wat digitale archiefsystemen aangaat heeft het Landelijk Overleg Provinciale Archiefinspecteurs in mei 2008 ED3 (Eisen Digitale Duurzaamheid Digitaal Depot) gepubliceerd, dat een toetsingskader wil zijn voor de beheersomgeving van blijvend te bewaren digitale informatie.
Sinds 2012 worden de verschillende digitale archieven ook op Europees niveau verzameld via de stichting Archives Portal Europe.